# جون كينغستون
جون كينغستون (بالإنجليزية: John Kingston)‏ هو سياسي أسترالي، ولد في 7 يوليو 1935 في بريزبان في أستراليا. حزبياً، نشط في مستقل. في 1998 Queensland state election ‏، انتخب عضو المجلس التشريعي ولاية كوينزلاند عن دائرة Electoral district of Maryborough (Queensland) ‏ (13 يونيو 1998 – 24 مارس 2003).